# Bernard Rogers
Bernard Rogers (Nova York, 4 de febrer, 1893 - Rochester/New York, 24 de maig, 1968), va ser un compositor nord-americà. La seva obra més coneguda és La Passió, un oratori escrit el 1942.

## Vida i carrera
Rogers va néixer a Nova York. Va estudiar amb Arthur Farwell, Ernest Bloch, Percy Goetschius i Nadia Boulanger. Va ensenyar a l'Cleveland Institute of Music, a The Hartt School i a l'Eastman School of Music. Entre els seus alumnes hi havia Stephen Albert, Dominick Argento, Jacob Avshalomov, William Bergsma, David Borden, Will Gay Bottje, David Diamond, Walter Hartley, Ronald Lo Presti, Ulysses Kay, Louis Mennini, John La Montaine, W. Francis McBeth, Ron Nelson, Burrill Phillips, Gardner Read, H. Owen Reed, Margaret Vardell Sandresky, Robert Ward, John Weinzweig, Norma Wendelburg, Richard Lane , Clifton Williams i Laurence Rosenthal entre d'altres.
Es va incorporar a la facultat d'Eastman el 1929. Va compondre cinc òperes, cinc simfonies, altres obres per a orquestra, música de cambra, tres cantates, música coral i Lieder. La seva òpera en un acte The Warrior, per a la qual Norman Corwin va escriure el llibret, va rebre la seva estrena a la Metropolitan Opera l'11 de gener de 1947.
Va ser patró nacional de Delta Omicron, una fraternitat musical professional internacional. Rogers es va retirar d'Eastman el 1967. Va morir a Rochester el 24 de maig de 1968, dos dies després d'un atac de cor.

## Alumnes destacats
Per als estudiants notables de Rogers, vegeu Llista d'estudiants de música per professor: R a S § Bernard Rogers. Al seu arxiu de la Viquipèdia anglesa.